# 永野希
永野 希（ながの のぞみ、7月13日 - ）は、日本の女性シンガーソングライター、歌手、女優、作詞家。株式会社ライト・ゲージ所属。愛称はのんちゃん。旧芸名はNOZOMI。

## 経歴
漫画家の永野のりこの一人娘として生まれ、周辺に漫画家・芸術家などが多い環境で育つ。幼少時の様子は、永野の漫画作品「ちいさなのんちゃん」で描写され、この作品は“Little Non”というバンド名の由来ともなっている。
高校生の時に、2000年に結成されたアキバ系バンドの Little Non（リトルノン）のヴォーカルに就任、2004年より開始した秋葉原での路上ライヴがきっかけで、2005年「あきらめないで」でメジャーデビューした。
Little Non は2011年2月に解散したが、その後3年を経て2014年の「萌えフェス2014 〜あの感動をもう一度〜」に出演する等、音楽活動を本格的に再開。この年の7月27日に川崎市の川崎クラブチッタで開催された、親友でもある桃井はるこのライヴにもゲスト出演し、「世界中より君との L.L.L」「つぶやきひとつぶ」「ありのままじゃいられない」「きらりきらり」の4曲の新曲を披露した。同年末の「How Old Am I ?!」ではオープニングアクトを務め、2015年9月にはワンマンライブ『-STARTING LINE- !』を開催。
2016年4月2日に開催された「のぞみ家の一族」にて芸名を「永野希」（ながの・のぞみ）と改名したことを表明した。
2017年より女優活動を始め、2018年には月蝕歌劇団で立て続けに主役を務める。2019年、月蝕歌劇団16代目ヒロインを襲名。

## 人物
作詞家としては、Little Non 時代より水樹奈々、藤田咲、中原麻衣、喜多村英梨、真堂圭、門脇舞以、名塚佳織等、多数の声優へのキャラクターソング・イメージソングの歌詞を提供しており、単独デビュー後は、Little Non時代は少なかった作曲もこなすようになっている。
音楽的な活動だけでなく、コスプレイヤーとして服飾・縫製・造形などを得意とする一方、デザイナー、イラストレーターでもあり、多芸多才な一面を持つ。

## ディスコグラフィ

### アルバム
- メタコグニ  (発売は tokyo torico)

### コンピレーション
- つよきす Cool×Sweet コンプリートセレクション
  - 「Pupil Love」

### 楽曲提供
- こどものじかん べすとこれくしょん
  - よりどりプリンセス（作詞）
  - リボンの帰り道（作詞）
  - マシュマロティック（作詞）
- OVA『絶対衝激〜プラトニックハート〜』音楽集
  - さえずりメイドでつかまえて（作詞）

※Little Non時代の作詞・作曲楽曲に関してはLittle Nonを参照。

## 出演

### ゲーム
- デスティニーチャイルド（2017年、ビクトリス）

### ラジオ
- 奈々と優奈のにじいろコレクション
- 絶対情報局（2008年9月19日）

### Web番組
- のぞみ家の一族（WALLOP）
- NOZOMIのUstラヂオ（Ustream）
- 声優バラエティ「ちょうみりょうぱーてぃー」（楽天TV、響） 吉成由貴・藤川茜と共演
- 川口名人のすいプラ（YouTube）2020年8月26日 - （不定期）
- アニソンUSA 8周年イベント（アニソンUS Facebookライブページ）2021年3月24日
- アニソンUSA Summer Wonderland（アニソンUS Facebookライブページ）2021年8月14日

### 映画
- 電エース（リバートップ）
  - 電エース60 (2018年)
  - 電エースキック（2019年）
  - 電エースウェディング（2020年） - 電エースキックの結末差し替えバージョン
  - 電エースハウス（2021年）
  - 電エースQ（2022年）
  - 電エースカオス（2023年12月22日、エクストリーム）[10]
- 三大怪獣グルメ（2020年、リバートップ）
- 松島トモ子 サメ遊戯（2025年、リバートップ） - 主題歌「おんな鮫追節」歌唱

### 舞台
- 劇団うわの空・藤志郎一座
  - 「ポリフォニック」2017年5月3日 - 6日、新宿・紀伊国屋ホール （岡田の娘「千種」 役）
  - 「面白半分」2017年8月25日・26日、赤坂チャンスシアター （主役の妹「アツコ」と新聞記者の「山中」の二役）
- 月蝕歌劇団
  - 「不思議の國のアリス」 2018年6月2日 - 4日新宿二丁目スターフィールド劇場 （主役「アリス」と「雪絵」）
  - 「ネオ・ファウスト地獄変」2018年9月21日 - 24日、千本桜ホール（主役「悪魔マイナス・メフィストフェレス」）
  - 「ー美少女 復讐劇ー 五瓣の椿」2018年12月11日 - 13日、千本桜ホール（主役「しの」）
  - 「聖ミカエラ学園漂流記」2019年5月22日 - 27日、Theater 新宿スターフィールド（「池田理佳」役）
  - 「新撰組in1944-ナチス少年合唱団-」2019年11月22日 - 25日、ザムザ阿佐谷（新撰組　沖田総司、カリン役）
- 朝倉薫プロデュース・ガールズハイパーミュージカル
  - 「タイラーV」2020年3月24日 - 29日、シアターブラッツ（タイラー）
  - 「ニューヨークの魔女」2020年9月22日 - 27日、シアターブラッツ（ミス・イメルダ）
  - 「タイラーF」2021年6月8日 - 13日、シアターブラッツ（タイラー）
  - 「LOVE ME DOLL」2021年11月9日 - 14日、シアターブラッツ（EARTH組・「福笑井正一」「犬山太郎」「クリス=クリストファ=クリス」の三役）
  - 「港町人魚奇譚ぼくのマリィ」（朝倉薫プロデュースLeTemps幻想朗読会）2022年1月29日 - 31日、新宿Le Temps（人魚マリィほか女性の声を全て担当）
  - 「遥かなるミドルガルズ2022」2022年4月5日 - 10日、シアターブラッツ（「高橋刑事」と「ポップ船長」の二役）
  - 「宇宙一の無責任男タイラー」2022年7月20日 - 24日、シアターブラッツ（タイラー）
  - 「Coelacanth Appearance」2022年9月27日 -10月2日、シアターブラッツ（Spark,Glow組「シャーリィ」役）
  - 「タイラーF〜フォーエバー」2023年9月20日 - 24日、シアターブラッツ 9月23日ゲスト出演
  - 「タイラートライアングル」2024年7月23日 - 28日、シアターブラッツ（「第三の男」α・β役）
- PSYCHOSIS
- 「G線上のアリア」2022年12月16日 - 20日、Theater新宿スターフィールド（「松井須磨子」「みちる」役）
- 「盲人書簡◉上海篇」2025年7月24日 - 30日〈予定〉、ザムザ阿佐谷[11]

### 雑誌
- ネットランナー4コマ漫画
- コミックハイ!『ノングラ』
- Music Ups!『アトリエギーク』
- リスアニ!『NOZOMIX DJ☆ REPORT』
- 文藝春秋
- 楽楽出版 『COMIC陣』付録DVD（『仕留屋稼業あさみ』ですべての女性の声を担当）